# Rottum (Westernach)
Die Rottum ist ein mit seinem längeren linken Oberlauf etwa 44 km langer Fluss im Landkreis Biberach. Sie fließt nord- bis nordwestwärts und fließt etwas abwärts von Laupheim mit der von links kommenden Dürnach zur Westernach zusammen, die nach nurmehr knapp 7 km Nordlaufs in die Donau mündet.

## Name
Der gleichnamige Ort Rottum wurde 1152 als Rothemun erstmals urkundlich erwähnt. Vermutlich leitet sich der Name von althochdeutsch rutem(-hafte) „rötlich schimmernd“ ab.

## Verlauf
Die Rottum entsteht durch die Vereinigung der linken Oberen oder Bellamonter Rottum und der rechten Unteren oder Steinhauser Rottum im Stadtgebiet von Ochsenhausen; die beiden Oberläufe haben fast gleiche Teileinzugsgebiete, aber die Obere Rottum ist mit ihrem etwa 13,0 km Länge erreichendem Lauf merklich länger als die nur etwa 8,9 km erreichende Untere Rottum und wird vielleicht deshalb manchmal zur Rottum geschlagen.
Sie fließt danach in Richtung Norden. Dabei passiert sie Goppertshofen und fließt durch Reinstetten nach Schönebürg, ab wo sie etwa nordnordwestlich zieht. Zwischen Schönebürg und Mietingen bei der schon zu Mietingen gehörenden Sägmühle läuft aus dem Süden der 3,2 km lange Reichenbach zu, der an seinem Oberlauf Weiher des ehemaligen Klosters Heggbach entwässert. Anschließend durchquert die Rottum Mietingen, wo zwei Zuläufe ähnlicher Länge in sie entwässern, danach den Stadtteil Baustetten von Laupheim und Laupheim selbst, wo mit dem 7,9 km langen Grundgraben der längste Nebenfluss nach den Oberläufen mündet. Rund drei Kilometer nördlich der Stadt vereint sie sich dann mit der aus dem Süden kommenden Dürnach zur Westernach.

## Literatur

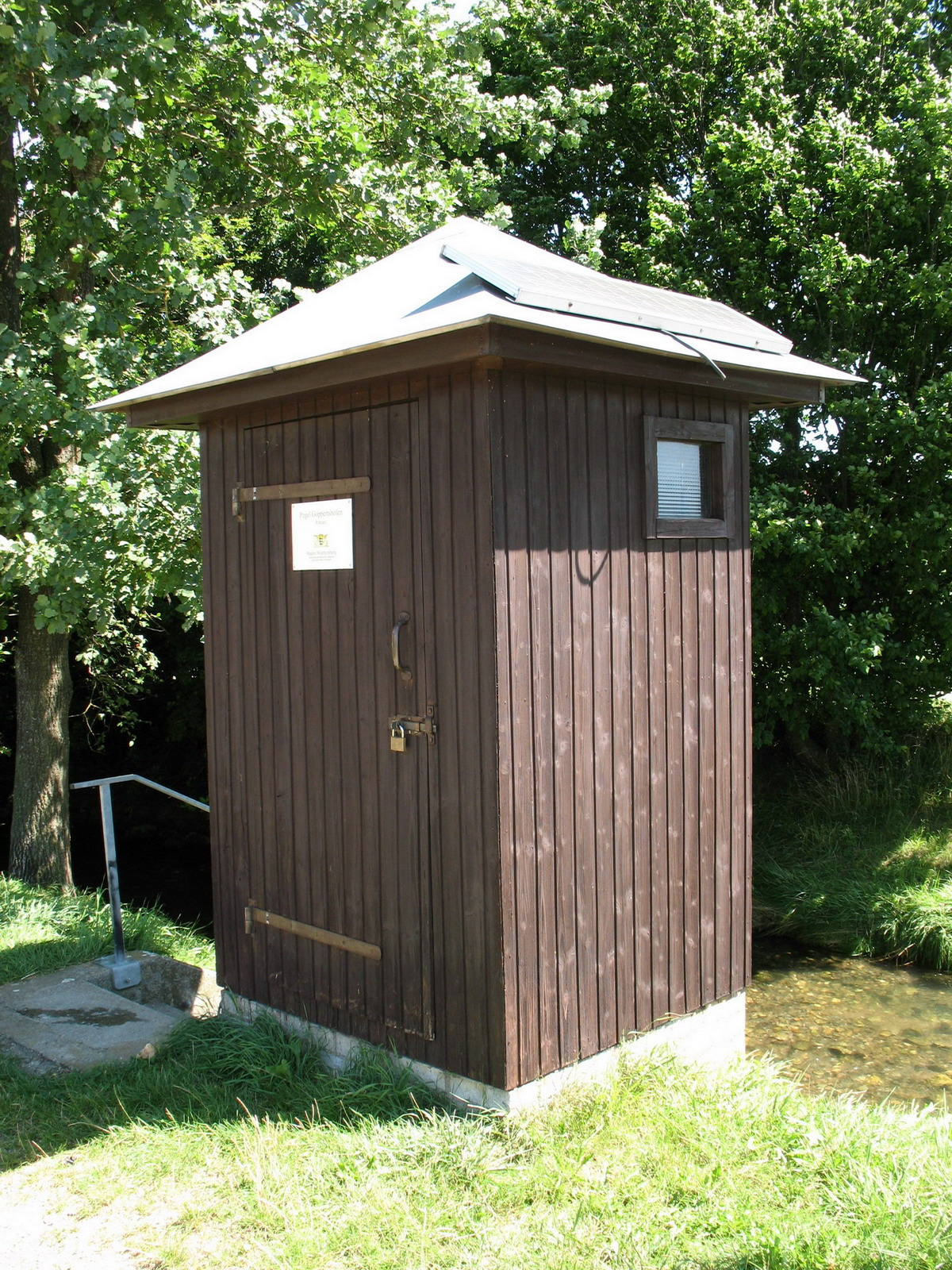
Pegelhaus der Rottum
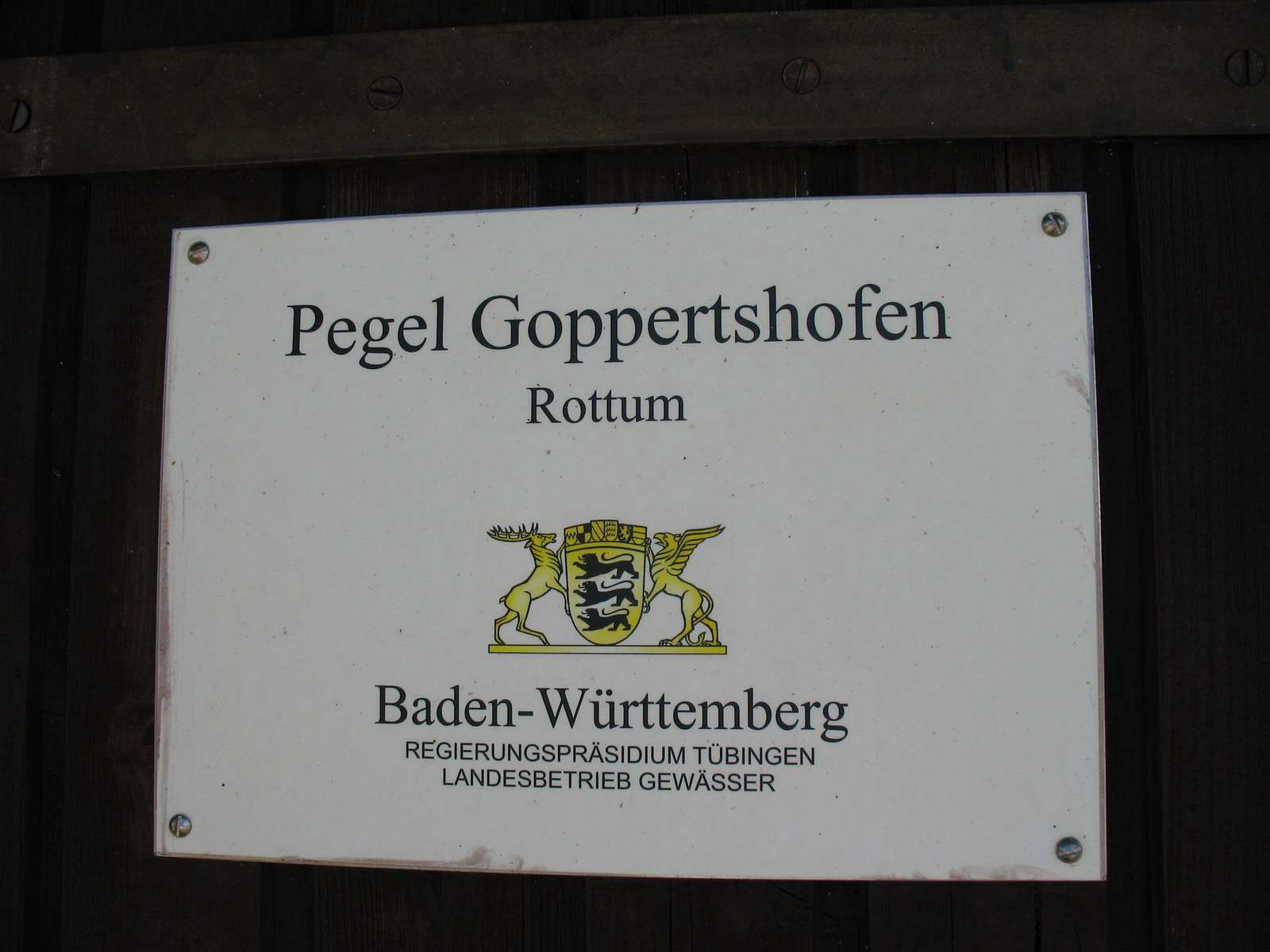
Pegelhaus-Schild